# Renato Cunha Valle
Renato Cunha Valle, detto Renato (Rio de Janeiro, 5 dicembre 1944), è un ex calciatore brasiliano, di ruolo portiere.

## Carriera

### Club
Giocò nel Flamengo, esordendo a vent'anni, per poi essere mandato in prestito ad altre squadre (Taubaté ed Entrerriense) per acquisire esperienza. Nel 1967 tornò alla società di partenza, giocando alcune partite in prima squadra, ma venne ceduto all'Uberlândia. Da lì Telê Santana, tecnico dell'Atlético Mineiro, lo volle per il debutto del club nel neonato campionato nazionale. Anche grazie alle prestazioni di Renato, a fine stagione l'Atlético si laureò campione del Brasile; ciò nonostante, con l'acquisto di Ladislao Mazurkiewicz venne ceduto alla sua vecchia squadra, il Flamengo. Con il sodalizio carioca il portiere vinse un campionato statale, superando le cento presenze totali con la maglia del club. Nel 1975 fu il Fluminense — rivale cittadino del Flamengo — ad assicurarsi le prestazioni del giocatore, che rimase con la società fino al 1978. L'esperienza con il Bahia lo vide protagonista soprattutto a livello statale, con la vittoria di tre campionati in quattro anni, ma non disputò la prima divisione con il club di Salvador. Decise poi di andare a chiudere la carriera negli Emirati Arabi Uniti, svolgendo poi l'attività di preparatore, una volta ritiratosi.

### Nazionale
La sua carriera in Nazionale fu breve: in seguito ad amichevoli preparatorie, il CT Zagallo lo incluse nella lista dei convocati per Germania Ovest 1974, come secondo di Leão. Stante questa situazione gerarchica, Renato non giocò alcuna partita al Mondiale.

## Palmarès

### Club

#### Competizioni nazionali
- Taça Guanabara: 1

Flamengo: 1967
- Campionato Mineiro: 1

Atlético-MG: 1970
- Campionato brasiliano: 1

Atlético-MG: 1971
- Campionato Carioca: 3

Flamengo: 1972
Fluminense:1975, 1976
- Campionato Baiano: 3

Bahia: 1979, 1981, 1982